# Reinhard F. Stocker
Pour les articles homonymes, voir Stocker.
 (mars 2021).
La mise en forme du texte ne suit pas les recommandations de Wikipédia : il faut le « wikifier ».
Les points d'amélioration suivants sont les cas les plus fréquents. Le détail des points à revoir est peut-être précisé sur la page de discussion.
- Les titres sont pré-formatés par le logiciel. Ils ne sont ni en capitales, ni en gras.
- Le texte ne doit pas être écrit en capitales (les noms de famille non plus), ni en gras, ni en italique, ni en « petit »…
- Le gras n'est utilisé que pour surligner le titre de l'article dans l'introduction, une seule fois.
- L'italique est rarement utilisé : mots en langue étrangère, titres d'œuvres, noms de bateaux, etc.
- Les citations ne sont pas en italique mais en corps de texte normal. Elles sont entourées par des guillemets français : « et ».
- Les listes à puces sont à éviter, des paragraphes rédigés étant largement préférés. Les tableaux sont à réserver à la présentation de données structurées (résultats, etc.).
- Les appels de note de bas de page (petits chiffres en exposant, introduits par l'outil «  Source ») sont à placer entre la fin de phrase et le point final[comme ça].
- Les liens internes (vers d'autres articles de Wikipédia) sont à choisir avec parcimonie. Créez des liens vers des articles approfondissant le sujet. Les termes génériques sans rapport avec le sujet sont à éviter, ainsi que les répétitions de liens vers un même terme.
- Les liens externes sont à placer uniquement dans une section « Liens externes », à la fin de l'article. Ces liens sont à choisir avec parcimonie suivant les règles définies. Si un lien sert de source à l'article, son insertion dans le texte est à faire par les notes de bas de page.
- La présentation des références doit suivre les conventions bibliographiques. Il est recommandé d'utiliser les modèles {{Ouvrage}}, {{Chapitre}}, {{Article}}, {{Lien web}} et/ou {{Bibliographie}}. Le mode d'édition visuel peut mettre en forme automatiquement les références.
- Insérer une infobox (cadre d'informations à droite) n'est pas obligatoire pour parachever la mise en page.

Pour une aide détaillée, merci de consulter Aide:Wikification.
Si vous pensez que ces points ont été résolus, vous pouvez retirer ce bandeau et améliorer la mise en forme d'un autre article.
 (mars 2021).
- Si vous ne connaissez pas le sujet, laissez ce bandeau (vous pouvez alors contacter les auteurs).
- Si vous supprimez le contenu mis en cause (vous pouvez préalablement contacter les auteurs),

argumentez précisément cette suppression dans la page de discussion
(un manque de référence n'est pas un argument ; une recherche réelle de référence doit avoir été effectuée, être formellement documentée).
Reinhard F. Stocker, né le 12 mars 1944 à Bâle, est un biologiste suisse. Il est l’un des pionniers de l’étude de l'odorat et du goût chez l’animal, avec comme modèle d’étude la drosophile ou mouche du vinaigre (Drosophila melanogaster). Ses investigations ont fourni un compte-rendu d’un niveau de détail sans précédent de l'anatomie et du développement du système olfactif, en particulier lors de la métamorphose, pour lequel il a reçu le prix Théodore-Ott de l'Académie Suisse des Sciences Médicales en 2007. Il a également été l’un des premiers à avoir utilisé la larve de drosophile en neurosciences comportementales.

## Vie privée, cursus universitaire et carrière scientifique
Reinhard Felix Stocker est né le 12 mars 1944 à Bâle d’Heidi et d’Emil Stocker, chimiste au sein de J.R. Geigy AG. Cadet de deux autres frères, il grandit à Riehen, près de Bâle.
En 1963, il obtient son matura/certificat de maturité au Realgymnasium de Bâle et s’inscrit la même année comme étudiant en zoologie à l'Université de Bâle. Supervisé par Hans Nüesch, il y obtient son doctorat avec la mention summa cum laude en 1972 pour une thèse portant sur l’analyse par microscopie électronique du développement du cordon nerveux ventral de la fourmi Myrmica laevinodis pendant la métamorphose. Deux autres études seront publiées avec Hans Nüesch, également en microscopie électronique, sur le développement des contacts nerf-muscle pendant le stade nymphal et au stade adulte précoce du papillon Antheraea polyphemus,.
Inspiré par les découvertes sur la façon dont les gènes orchestrent le développement chez la mouche D. melanogaster, Stocker s'est intéressé au rôle du gène Antennapedia dans le développement neurogénétique. Le gène Antennapedia fait partie d'une famille de gènes homéotiques qui déterminent l'identité des segments corporels. En 1971, Postlethwait et Schneiderman (Devel. Biol. 25, 606-640) découvrent que la mutation de ce gène altère le développement des appendices céphaliques, qui ne se développent non pas comme une antenne, comme chez la mouche de type sauvage, mais comme une patte thoracique. Post-doctorant de 1974 à 1975 à l'Université de Washington, à Seattle (États-Unis), et sous le mentorat de John S.Edwards, Gerold Schubiger, John Palka et James W.Truman, Stocker révèle comment ce changement d'identité de segment - ou le déplacement chirurgical des appendices - affecte les connexions  sensorielles de l'appendice vers le cerveau,,,,,,. Dès lors, la neurogénétique développementale des systèmes sensoriels de Drosophila melanogaster sera au centre de la recherche de Stocker tout au long de sa carrière.
En 1976, Stocker retourne à l'Université de Bâle et accepte un poste d’assistant chercheur en 1978 à l'Institut de zoologie (plus tard Département de biologie) de l'Université de Fribourg, en Suisse. Il y devient titulaire en 1980 avec un poste de Maître-assistant. Résumées dans son habilitation à l'Université de Fribourg à partir de 1985, les études de Stocker combinent la coloration des neurones, la microscopie électronique, et la manipulation du devenir développemental des neurones par mutations homéotiques (13.). Le développement de la méthode Gal4-UAS par Brand et Perrimon en 1993 (Development 118, 401-415) permettant la manipulation des circuits neuronaux chez la mouche de drosophile a permis à Stocker et son équipe de décrire avec un niveau de détail sans précédent le premier relais du système olfactif chez l’insecte, le lobe antennaire, ainsi que son évolution au cours de la métamorphose. Ces études ont permis de cartographier la connectivité des neurones sensoriels olfactifs exprimant différents récepteurs olfactifs et de comprendre la fonction de ces réseaux neuronaux dans le codage combinatoire des odeurs,,,,,,,,,,. Grâce à ces travaux, Stocker est promu professeur associé à l'Université de Fribourg en 1993 et se voit décerner le prix Théodore-Ott par l'Académie suisse des sciences médicales en 2007.
Au fil des années le laboratoire Stocker de l'Université de Fribourg a fourni un aperçu précoce des bases neurogénétiques et développementales de la chimiosensation et du comportement sexuel ,,,,,, ainsi que de l’origine des neurones chimiosensoriels et leur devenir pendant la métamorphose,,,,,,. A partir des années 1990, Stocker et ses collègues font de la larve de D. melanogaster un modèle pour l’étude de la neurogénétique comportementale de la chimiosensation et de l'apprentissage olfactif, ainsi que des circuits cérébraux centraux qui sous-tendent ces fonctions,,,,,,,.
Au cours de sa carrière, les intérêts scientifiques de Stocker se sont ainsi progressivement orientés de la périphérie sensorielle vers le système nerveux central et l’analyse comportementale. Cette approche « de l’extérieur vers l’intérieur » repose sur une description précise et complète de l’anatomie et du développement des systèmes neuronaux. Ses travaux se caractérisent en outre par l’utilisation pionnière et précoce de méthodes et de techniques de pointe, notamment la microscopie électronique, l'immunohistochimie, l'expression de transgènes spécifiques à un type cellulaire et l'utilisation de la larve D. melanogaster comme cas d’étude pour les sciences du cerveau et du comportement.
Retraité de l'Université de Fribourg en 2011, Stocker publie un livre de fiction (80.).

## Récompenses et distinctions
- 2007 Prix Théodore-Ott de l’Académie suisse des sciences médicales.
- 2008-aujourd’hui Comité éditorial pour The Journal of Comparative Neurology

## Collaborateurs techniques et encadrement
Techniciens et administrateurs : Martine Schorderet, Nanaë Gendre
Doctorants : Markus Lienhard, Madeleine Tissot, Klemens Störtkuhl, François Python, Julien Colomb, Mareike Selcho, Dennis Pauls
Post-doctorants : Hans Schmid, Klemens Störtkuhl, Gertrud Heimbeck, Bertram Gerber, Ariane Ramaekers, Nicola Grillenzoni, Andreas Thum

## Organisations et co-organisations de congrès scientifiques
- 2004 : "Neurofly", Neuchâtel, Suisse
- 2007 : "Swiss Drosophila Meeting", Fribourg
- 2009 : "Swiss Society of Neuroscience", Fribourg
- 2010 : "Swiss Drosophila Meeting", Fribourg
- 2010 : "Drosophila Maggot Meeting: Neural Circuits to Behavior", Bangalore, Inde

## Publications scientifiques
Cette bibliographie recense trop d'ouvrages (mars 2021). Les ouvrages doivent être de « référence » dans le domaine du sujet de l'article. Il peut être souhaitable de les insérer dans une référence et de les enlever de la section « bibliographie ». Il peut être également utile de créer un article bibliographique spécifique.
78. Stocker RF (2017) Was uns Fliegen(maden) über den Geruchssinn lehren. From: Natura Obscura – 200 Jahre Naturforschende Gesellschaft Basel, p. 193; Schwabe-Verlag, Basel;  (ISBN 978-3-7965-3686-1)
77. Michels B, Saumweber T, Biernacki R, Thum J, Glasgow RDV, Schleyer M, Chen YC, Eschbach C, Stocker RF, Toshima N, Tanimura T, Louis M, Arias-Gil G, Gerber B (2017) Pavlovian conditioning of larval Drosophila. Front. Behav. Neurosci., 19 April 2017 https://doi.org/10.3389/fnbeh.2017.00045
76. Selcho M, Pauls D, Huser A, Stocker RF, Thum AS (2014) Characterization of the octopaminergic and tyraminergic neurons in the central brain of Drosophila larvae. J. Comp. Neurol. 522, 3485-3500. doi: 10.1002/cne.23616
75. Huser A, Rohwedder A, Apostolopoulou AA, Widmann A, Pfitzenmaier JE, Maiolo EM, Selcho M, Pauls D, von Essen E, Gupta T, Sprecher SG, Birman S, Riemensperger T, Stocker RF, Thum AS (2012) The serotonergic central nervous system of the Drosophila larva: Anatomy and behavioral function. PLoS ONE 7(10): e47518. doi:10.1371/journal.pone.0047518
74. Selcho M, Pauls D, el Jundi B, Stocker RF, Thum AS (2012) The role of octopamine and tyramine in Drosophila larval locomotion. J. Comp. Neurol. 520, 3764-3785. doi: 10.1002/cne.23152
73. Stocker RF (2011) 30 Jahre Drosophila als weltweit etabliertes olfaktorisches Modellsystem. Bull. Soc. Sci. Nat. Frib. 100, 42-74
72. Thum AS, Leisibach B, Gendre N, Selcho M, Stocker RF (2011) Diversity, variability, and suboesophageal connectivity of antennal lobe neurons in D. melanogaster larvae. J. Comp. Neurol. 519, 3415-3432. doi: 10.1002/cne.22713
71. Pauls D, Selcho M, Gendre N, Stocker RF, Thum AS (2010) Drosophila larvae establish appetitive olfactory memories via mushroom body neurons of embryonic origin. J. Neurosci. 30, 10655-10666
70. Pauls D, Pfitzenmaier JER, Krebs-Wheaton R, Selcho M, Stocker RF, Thum AS (2010) Electric shock-induced associative olfactory learning in Drosophila larvae. Chem. Senses 35, 335-346
69. Selcho M, Pauls D, Han KA, Stocker RF, Thum AS (2009) The role of dopamine in Drosophila larval classical olfactory conditioning. PLoS ONE 4(6): e5897. doi:10.1371/journal.pone.0005897
68. Masuda-Nakagawa LM, Gendre N, O’Kane CJ, Stocker RF (2009) Localized representation of olfactory input in the mushroom bodies of Drosophila larvae. Proc. Natl. Acad. Sci. USA 106, 10314-10319
67. Gerber B, Stocker RF, Tanimura T, Thum AS (2009) Smelling, tasting, learning: Drosophila as a study case. In: "Chemosensory Systems in Mammals, Fishes, and Insects" (ed. S. Korsching & W. Meyerhof), pp. 139-185, Springer Review Series "Results and Problems in Cell Differentiation"
66. Stocker RF (2009) The olfactory pathway of adult and larval Drosophila: conservation or adaptation to stage-specific needs? Ann. N.Y. Acad. Sci. 1170, 482-486
65. Stocker RF (2008) Design of the larval chemosensory system. In: "Brain Development in Drosophila melanogaster" (ed. Gerhard M. Technau), Advances in Experimental Medicine and Biology, Vol 628. pp. 69-81. Landes Bioscience,  (ISBN 978-0-387-78260-7)
64. Colomb J, Stocker RF (2007) Combined rather than separate pathways for hedonic and sensory aspects of taste in fly larvae? (Extra view) Fly 1, 232-234
63. Vosshall LB, Stocker RF (2007) Molecular architecture of smell and taste in Drosophila. Annu. Rev. Neurosci. 30, 505-533
62. Colomb J, Grillenzoni N, Stocker RF, Ramaekers A (2007) Complex behavioural changes after odour exposure in Drosophila larvae. Anim. Behav. 73, 587-594
61. Bader R, Colomb J, Pankratz B, Schröck A, Stocker RF, Pankratz MJ (2007) Genetic dissection of neural circuit anatomy underlying feeding behavior in Drosophila: distinct classes of hugin expressing neurons. J. Comp. Neurol. 502, 848-856
60. Colomb J, Grillenzoni N, Ramaekers A, Stocker RF (2007) Architecture of the primary taste center of Drosophila melanogaster larvae. J. Comp. Neurol. 502, 834-847
59. Grillenzoni N, de Vaux V, Meuwly J, Vuichard S, Jarman A, Holohan E, Gendre N, Stocker RF (2007) Role of proneural genes in the formation of the larval olfactory organ of Drosophila. Devel. Genes Evol. 217, 209-219
58. Krattinger A, Ramaekers A, Grillenzoni N, Gendre N, Stocker RF (2007) DmOAZ, the unique Drosophila melanogaster OAZ homologue is involved in posterior spiracle development. Devel. Genes Evol. 217, 197-208
57. Gerber B, Stocker RF (2007) The Drosophila larva as a model for studying chemosensation and chemosensory learning: a review. Chem. Senses 32, 65-89
56. Stocker RF (2006) Olfactory coding: Connecting odorant receptor expression and behavior in the Drosophila larva (Dispatch). Curr. Biol. 16, R16-R18
55. Ramaekers A, Magnenat E, Marin EC, Gendre N, Jefferis GSXE, Luo L, Stocker RF (2005) Glomerular maps without cellular redundancy at successive levels of the Drosophila larval olfactory circuit. Curr. Biol. 15, 982-992
54. Stocker RF (2004) Taste perception: Drosophila – A model of good taste (Dispatch). Curr. Biol. 14, R560-R561
53. Jefferis GSXE, Vyas RM, Berdnik D, Ramaekers A, Stocker RF, Tanaka NK, Ito K, Luo L (2004) Developmental origin of wiring specificity in the olfactory system of Drosophila. Development 131, 117-130
52. Gendre N, Lüer K, Friche S, Grillenzoni N, Ramaekers A, Technau GM, Stocker RF (2004) Integration of complex larval chemosensory organs into the adult nervous system of Drosophila. Development 131, 83-92
51. Gerber B, Scherer S, Neuser K, Michels B, Hendel T, Stocker RF, Heisenberg M (2004) Visual learning in individually assayed Drosophila larvae. J. Exp. Biol. 207, 179-188
50. Scherer S, Stocker RF, Gerber B (2003) Olfactory learning in individually assayed Drosophila larvae. Learning & Memory 10, 217-225
49. Bhalerao S, Sen A, Stocker RF, Rodrigues V (2003) Olfactory neurons expressing identified receptor genes project to subsets of glomeruli within the antennal lobe of Drosophila melanogaster. J. Neurobiol. 54, 577-592
48. Python F, Stocker RF (2002) Immunoreactivity against choline acetyltransferase, gamma-aminobutyric acid, histamine, octopamine, and serotonin in the larval chemosensory system of Drosophila melanogaster. J. Comp. Neurol. 453, 157-167
47. Python F, Stocker RF (2002) Adult-like complexity of the larval antennal lobe of D. melanogaster despite markedly low numbers of odorant receptor neurons. J. Comp. Neurol. 445, 374-387
46. Heimbeck G, Bugnon V, Gendre N, Keller A, Stocker RF (2001) A central neural circuit for experience-independent olfactory and courtship behavior in Drosophila melanogaster. Proc. Natl. Acad. Sci. USA 98, 15336-15341
45. Stocker RF (2001) Drosophila as a focus in olfactory research: mapping of olfactory sensilla by fine structure, odor specificity, odorant receptor expression and central connectivity. Micros. Res. Techn. 55, 284-296
44. Jefferis GSXE, Marin EC, Stocker RF, Luo LL (2001) Target neuron prespecification in the olfactory map of Drosophila. Nature 414, 204-208
43. Ottiger M, Soller M, Stocker RF, Kubli E (2000) Binding sites of Drosophila melanogaster sex-peptide pheromones. J. Neurobiol. 44, 57-71
42. Tissot M, Stocker RF (2000) Metamorphosis in Drosophila and other insects: the fate of neurons throughout the stages. Progr. Neurobiol. 62, 89-111
41. Balakireva M, Gendre N, Stocker RF, Ferveur JF (2000) The genetic variant Voila1 causes gustatory defects during Drosophila development. J. Neurosci. 20, 3425-3433 (joint first authors)
40. Stocker RF, Rodrigues V (1999) Olfactory Neurogenetics. In: B.S. Hansson (ed.) “Insect Olfaction”, Springer Verlag, Heidelberg-Berlin-New York, pp. 283-314
39. Heimbeck G, Bugnon V, Gendre N, Häberlin C, Stocker RF (1999) Smell and taste perception in D. melanogaster larva: toxin expression studies in chemosensory neurons. J. Neurosci. 19, 6599-6609
38. Laissue PP, Reiter C, Hiesinger PR, Halter S, Fischbach KF, Stocker RF (1999) Three-dimensional reconstruction of the antennal lobe in Drosophila melanogaster. J. Comp. Neurol. 405, 543-552
37. Tissot M, Gendre N, Stocker RF (1998) Drosophila P[Gal4] lines reveal persistence through metamorphosis of motor neurons involved in feeding. J. Neurobiol. 37, 237-250
36. Balakireva M, Stocker RF, Gendre N, Ferveur JF (1998) Voila: A new Drosophila courtship variant that affects the nervous system: Behavioral, neural and genetic characterization. J. Neurosci. 18, 4335-4343
35. Stocker RF, Heimbeck G, Gendre N, de Belle JS (1997) Neuroblast ablation in Drosophila P[GAL4] lines reveals origins of olfactory interneurons. J. Neurobiol. 32, 443-456
34. Tissot M, Gendre N, Hawken A, Störtkuhl KF, Stocker RF (1997) Larval chemosensory projections and invasion of adult afferents in the antennal lobe of Drosophila melanogaster. J. Neurobiol. 32, 281-297
33. Batterham P, Crew JR, Sokac A, Andrews JR, Pasquini GMF, Davies AG, Stocker RF, Benzer S, and Pollock JA (1996) Genetic analysis of the lozenge gene complex of Drosophila melanogaster: adult visual system phenotypes. J. Neurogenet. 10, 193-220
32. VijayRaghavan K, Gendre N, Stocker RF (1996) Transplanted wing and leg imaginal discs in Drosophila melanogaster demonstrate interactions between epidermis and myoblasts in muscle formation. Devel. Genes Evol. 206, 46-53
31. Stocker RF, Tissot M, Gendre N (1995) Morphogenesis and cellular proliferation pattern in the developing antennal lobe of Drosophila melanogaster. Roux's Arch. Devl. Biol. 205, 62-75
30. Ferveur JF, Störtkuhl KF, Stocker RF, Greenspan RJ (1995) Genetic feminization of brain structures and changed sexual orientation in male Drosophila melanogaster. Science 267, 902-905
29. Gendre N, Stocker RF (1994) Surface transplantation of imaginal discs for generating ectopic legs and wings on the thorax. Dros. Inf. Serv. 75, 113-114
28. Störtkuhl KF, Hofbauer A, Keller V, Gendre N, Stocker RF (1994) Analysis of immunocytochemical staining patterns in the antennal system of Drosophila melanogaster. Cell Tiss. Res. 275, 27-38
27. Stocker RF (1994) The organization of the chemosensory system in Drosophila melanogaster: a review. Cell Tiss. Res. 275, 3-26
26. Stocker RF, Gendre N, Batterham P (1993) Analysis of the antennal phenotype in the Drosophila mutant lozenge. J. Neurogenet. 9, 29-53
25. Stocker RF, Gendre N, Lienhard MC, Link B (1992) Drosophila olfaction: Structural, behavioral, developmental, and genetic approach. In: R.N. Singh (ed.) “Nervous Systems: Principles of Design and Function”, Wiley Eastern, New Delhi, pp 351-372
24. Venard R, Stocker RF (1991) Behavioral and electroantennogram analysis of olfactory stimulation in lozenge: a Drosophila mutant lacking antennal basiconic sensilla. J. Insect Behav. 4, 683-705
23. Lienhard MC, Stocker RF (1991) The development of the sensory neuron pattern in the antennal disc of wild-type and mutant (lz3, ssa) Drosophila melanogaster. Development 112, 1063-1075
22. Stocker RF, Lienhard MC, Borst A, Fischbach KF (1990) Neuronal architecture of the antennal lobe in Drosophila melanogaster. Cell Tiss. Res. 262, 9-34
21. Stocker RF, Gendre N (1989) Courtship behavior of Drosophila, genetically and surgically deprived of basiconic sensilla. Behav. Genet. 19, 371-385
20. Foelix RF, Stocker RF, Steinbrecht RA (1989) Fine structure of a sensory organ in the arista of Drosophila melanogaster and some other dipterans. Cell Tiss. Res. 258, 277-287
19. Stocker RF, Gendre N (1988) Peripheral and central nervous effects of lozenge3, a Drosophila mutant lacking basiconic antennal sensilla. Devl. Biol. 127, 12-27
18. Pinto L, Stocker RF, Rodrigues V (1988) Anatomical and neurochemical classification of the antennal glomeruli in Drosophila melanogaster. Int. J. Insect Morphol. Embryol. 17, 335-344
17. Lienhard MC, Stocker RF (1987) Sensory projection patterns of supernumerary legs and aristae in D. melanogaster. J. Exp. Zool. 244, 187-201
16. Schmid H, Gendre N, Stocker RF (1986) Surgical generation of supernumerary appendages for studying neuronal specificity in Drosophila melanogaster. Devl. Biol. 113, 160-173
15. Stocker RF, Schorderet M (1985) Sensory projections of homoeotically transformed eyes in D. melanogaster. Dros. Inf. Serv. 61, 166-168
14. Stocker RF, Schmid H (1985) Sensory projections from dorsal and ventral appendages in Drosophila grafted to the same site are different. Experientia 41, 1607-1609
13. Stocker RF (1985) Neuronale Spezifität im sensorischen System von Drosophila melanogaster (Habilitation, University of Fribourg)
12. Stocker RF, Singh RN, Schorderet M, Siddiqi O (1983) Projection patterns of different types of antennal sensilla in the antennal glomeruli of Drosophila melanogaster. Cell Tiss. Res. 232, 237-248
11. Stocker RF (1982) Genetically displaced sensory neurons in the head of Drosophila project via different pathways into the same specific brain regions. Devl. Biol. 94, 31-40
10. Stocker RF, Schorderet M (1981) Cobalt filling of sensory projections from internal and external mouthparts in Drosophila. Cell Tiss. Res. 216, 513-523
9. Stocker RF, Lawrence PA (1981) Sensory projections from normal and homoeotically transformed antennae in Drosophila. Devl. Biol. 82, 224-237
8. Stocker RF (1979) Fine structural comparison of the antennal nerve in the homeotic mutant Antennapedia with the wild-type antennal and second leg nerves of Drosophila melanogaster. J. Morphol. 160, 209-222
7. Stocker RF, Edwards JS, Truman JW (1978) Fine structure of degenerating abdominal motor neurons after eclosion in the sphingid moth, Manduca sexta. Cell Tiss. Res. 191, 317-331
6. Stocker RF (1977) Gustatory stimulation of a homeotic mutant appendage, Antennapedia, in Drosophila melanogaster. J. Comp. Physiol. A 115, 351-361
5. Stocker RF, Edwards JS, Palka J, Schubiger G (1976) Projection of sensory neurons from a homeotic mutant appendage, Antennapedia, in Drosophila melanogaster. Devl. Biol. 52, 210-220
4. Nüesch H, Stocker RF (1975) Ultrastructural studies on neuromuscular contacts and the formation of junctions in the flight muscle of Antheraea polyphemus (Lep.). II. Changes after motor nerve section. Cell Tiss. Res. 164, 331-355
3. Stocker RF, Nüesch H (1975) Ultrastructural studies on neuromuscular contacts and the formation of junctions in the flight muscle of Antheraea polyphemus (Lep.). I. Normal adult development. Cell Tiss. Res. 159, 245-266
2. Stocker RF (1974) Elektronenmikroskopische Beobachtungen über die Fusion myogener Zellen bei Antheraea polyphemus (Lepidoptera). Experientia 30, 896-898
1. Stocker R (1974) Die Entwicklung der ventralen Ganglienkette bei der Arbeiterinnenkaste von Myrmica laevinodis Nyl. (Hym., Form.). Rev. Suisse Zool. 80, 971-1029 (Dissertation, University of Basel)

## Autres publications
80. Stocker R (2020) Katastrophen, Krisen und kluge Köpfe – eine andere Weltgeschichte. tredition, Hamburg,  (ISBN 978-3-347-07071-4)
79. Stocker R (2006) Immer der Nase nach. Universitas, Freiburg/ Fribourg, September, 19-21.

## Sources, interviews et publications au sujet de RF Stocker
In: Fritz Müller. Vermindern, verfeinern, vermeiden. Universitas, Freiburg/ Fribourg, September 2009, p40.
Prix Théodore Ott. Unireflets, Freiburg/ Fribourg, 28. 08. 2008, p6.
Théodore-Ott-Preis 2007 für Theodor Landis und Reinhard Stocker. Schweizerische Akademie der Medizinischen Wissenschaften, SAMW Bulletin, 2007, 3, p8.
Le Prof. Reinhard Stocker reçoit le Prix Théodore Ott 2007. Unireflets, Freiburg/ Fribourg, 21. 06. 2007, p11.
In: Annemarie Schaffner. Interview mit Reinhard Stocker. Bulletin der Aargauischen Naturforschenden Gesellschaft, 2005, 2, p21-27.
In: Sonja Spreitzer. Dem Geruchssinn auf der Spur. Universitas, Freiburg/ Fribourg, März 2002, p26-27.
Verständnis für das Gehirn fördern. Freiburger Nachrichten, 16. 03. 2002.
A l’Université et à l’Hôpital cantonal, Fribourg se passionne pour le cerveau. La Liberté, 19. 03. 1999
Bourse pour une année. La Liberté, 11. 11. 1999
Erste bisexuelle Taufliegen, die ihre Veranlagung vererben können. Freiburger Nachrichten, 14. 02. 1995.
https://onlinelibrary.wiley.com/page/journal/10969861/homepage/editorialboard.html
https://www.samw.ch/en/Funding/Theodore-Ott-Prize.html